# José Redolat
José Antonio Redolat (* 17. února 1976) je bývalý španělský atlet, běžec na střední tratě, halový mistr Evropy v běhu na 1500 metrů z roku 2000.

## Sportovní kariéra
V roce 1995 získal stříbrnou medaili v běhu na 1500 metrů na juniorském mistrovství Evropy. Největším úspěchem v kariéře pro něj byl titul halového mistra Evropy v této disciplíně v roce 2000. Na přelomu 20. a 21. století se opakovaně umisťoval v finále běhu na 1500 metrů na evropských a světových soutěžích.